# حاجز جبارة
حاجز جبارة هو حاجز إسرائيلي أنشئ عام 2007 على أراضي خربة جبارة الشمالي جنوب مدينة طولكرم شمال غرب الضفة الغربية، ويقع بجانبه معسكر للجيش الإسرائيلي تبلغ مساحته حوالي 20 دونمًا. يُعد أحد المعابر بين الأراضي الفلسطينية في الضفة الغربية وإسرائيل. تُديره الإدارة المدنية الإسرائيلية من خلال وحدة تنسيق أعمال الحكومة في المناطق.